# Moravský Beroun
Moravský Beroun är en stad i Tjeckien. Den ligger i den östra delen av landet, 220 km öster om huvudstaden Prag. Moravský Beroun ligger 564 meter över havet och antalet invånare är 3 369.
Terrängen runt Moravský Beroun är huvudsakligen platt, men västerut är den kuperad. Runt Moravský Beroun är det ganska glesbefolkat, med 27 invånare per kvadratkilometer. Närmaste större samhälle är Šternberk, 12,4 km sydväst om Moravský Beroun. Omgivningarna runt Moravský Beroun är en mosaik av jordbruksmark och naturlig växtlighet.